# Полицейский с половиной
«Полицейский с половиной» (англ. Cop & 1/2) — американский художественный фильм 1993 года.

## Сюжет
Восьмилетний чернокожий мальчик Девин стал свидетелем преступления. Он соглашается помочь следствию с тем условием, что он сам побудет в какой-то степени полицейским. Ему идут на уступку, да и приставляют опытного полицейского.

## Критика
Кинокритик Сергей Кудрявцев в своей книге «3500 кинорецензий» так отзывается о фильме:

Можно сказать, что данный опус продюсера Пола Масланского мало чем отличается от его же бестолкового комедийного киноцикла «Полицейская академия». А прославленный актёр Бёрт Рейнольдс, появившись в кино после четырёхлетнего перерыва, играет ничуть не лучше, чем его весьма неудачный новичок-партнёр (кстати, оба закономерно стали номинантами премии «Золотая малина»). Юный сорвиголова явно вторичен по отношению не только к персонажу из фильма «Один дома», но и к герою из «Трудного ребёнка».

Фильм также получил в основном негативные отзывы в США.
В 1994 году Бёрт Рейнольдс получил за роль в этом фильме антипремию «Золотая малина».